# أندريه بيرين
أندريه بيرين ولد عام 1903، وهو كاتب فرنسي. حصل على جائزة رينودو الأدبية عام 1956.